# Maurice Jacobowicz
Maurice Désiré Jean Jacobowicz (Brussel, 1 maart 1879 - aldaar, oktober 1944) was een Belgische atleet, die gespecialiseerd was in de sprint. Hij behaalde twee Belgische titels.

## Biografie
Jacobowicz nam pas op 23-jarige leeftijd deel aan een Belgisch kampioenschap atletiek. Hij werd in 1905 voor het eerst Belgisch kampioen op  de 100 m. Hij evenaarde daarbij het Belgisch record van Etienne De Ré. Het jaar nadien behaalde hij ook een Belgische titel op de 400 m.
Naast atletiek was Jacobowicz ook actief als wielrenner en roeier. Hij was aangesloten bij Athletic and Running Club Brussel. In de jaren 20 werd hij sprinttrainer bij de atletiekafdeling van Union Sint-Gillis.

## Belgische kampioenschappen
| Onderdeel | Jaar |
| --------- | ---- |
| 100 m     | 1905 |
| 400 m     | 1906 |

## Persoonlijk record
| Onderdeel | Prestatie      | Datum        | Plaats  |
| --------- | -------------- | ------------ | ------- |
| 100 m     | 11,0 s (ex-NR) | 13 juni 1905 | Brussel |

## Palmares

### 100 m
- 1903:  BK AC
- 1904:  BK AC
- 1905:  BK AC - 11,0 s (NR)
- 1906:  BK AC

### 400 m
- 1904:   BK AC
- 1905:   BK AC
- 1906:  BK AC - 52,4 s